# Sunset Blvd
" Sunset Blvd " é uma canção de Scott Grimes, que aparece em seu álbum, Livin 'on the Run .  O single foi escrito por Scott Grimes e Dave Harris  e produzido por Tom Fletcher. A música subiu para o Top 20 da parada Adulto Contemporâneo da Billboard em abril de 2005. A canção permaneceu no Top 20 por 10 semanas, alcançando a posição # 18. 
Grimes e Harris declararam em entrevistas que escreveram a música em 20 minutos no início de 1999.  
A música foi apresentada em um episódio de 2007 de American Dad! na Fox Network. Grimes, que faz a voz do adolescente Steve Smith, cantou a música no episódio " American Dream Factory ". 

## Conteúdo
A música conta a história de um jovem que sonha em se tornar famoso em Hollywood, e acabará tendo sucesso.

## Vídeo de música
O videoclipe de "Sunset Blvd", dirigido por Bryan Pitcher. É estrelado por Jason Gray-Stanford e Grimes e apresenta muitos familiares ou amigos de Grimes. O co-escritor da música, Dave Harris, é visto como um estivador nas sequências de abertura do vídeo. Mickey Jones também aparece no vídeo como o chefe de Brian. 

## Posições do gráfico
| Chart (2005)                                            | Pico |
| ------------------------------------------------------- | ---- |
| Faixas contemporâneas para adultos na Billboard dos EUA | #18  |